# Diego Gonzalo García
Diego Gonzalo García Cardozo (Salto, Uruguay; 29 de diciembre de 1996) es un futbolista uruguayo. Juega como centrocampista en el Club Atlético Peñarol de la Primera División de Uruguay.

## Trayectoria
La carrera de García comenzó en su país, en Juventud de Las Piedras. Dio el salto al fútbol mayor en la temporada 2015-16, inicialmente como suplente en el empate de Primera División ante Sud América, el 21 de noviembre de 2015. Su debut profesional se produjo en febrero siguiente, cuando disputó setenta y un minutos en la victoria como visitante ante Liverpool. Un total de veintisiete apariciones tuvo García en tres temporadas, antes de su salida a préstamo a mediados de 2017 a Tacuarembó. Los goles contra Villa Teresa, Oriental, Cerrito y Central Español se produjeron en la Segunda División. Regresó a Juventud a finales de año.
Juventud descendió mientras García jugaba para Tacuarembó. Posteriormente, el mediocampista ofensivo anotó ocho goles para los pedrenses en la segunda categoría, que logró el ascenso de nuevo a la Primera División para 2019. Antes de la mencionada campaña, en febrero de 2019, García fue contratado por el club de primera división Boston River, aunque inmediatamente regresó a Juventud a préstamo. En cuatro meses marcó dos goles en quince partidos. El 15 de julio de 2019, García cerró su traspaso a Estudiantes de la Primera División de Argentina y se estrenó en la Copa Argentina el 20 de julio contra Mitre.
Para la temporada 2021 se confirmó su préstamo a Talleres de Córdoba.
En el 2022 vuelve a ser cedido, esta vez al Club Patronato de Paraná.
En julio de 2022, Estudiantes decide, de mutuo acuerdo con el jugador, rescindir contrato aunque este era hasta junio del 2023. Además el jugador también rescinde con Patronato, ante la posibilidad de vestir los colores de Nacional. Finalmente, a pocos días de conocerse ese interés del bolso, diferentes repudios y pedidos internos llevaron a los dirigentes del club uruguayo a desistir de su contratación.
El 13 de julio de 2022 fue oficializada su llegada al Club Sport Emelec de la Serie A de Ecuador por un año con opción a compra en calidad de jugador libre.

## Estadísticas

### Clubes
Actualizado hasta su último partido disputado el 6 de julio de 2025.
| Club                              | Div.          | Temporada     | Liga  | Liga  | Liga   | Copas nacionales | Copas nacionales | Copas nacionales | Copas internacionales | Copas internacionales | Copas internacionales | Total | Total | Total  |
| Club                              | Div.          | Temporada     | Part. | Goles | Asist. | Part.            | Goles            | Asist.           | Part.                 | Goles                 | Asist.                | Part. | Goles | Asist. |
| --------------------------------- | ------------- | ------------- | ----- | ----- | ------ | ---------------- | ---------------- | ---------------- | --------------------- | --------------------- | --------------------- | ----- | ----- | ------ |
| Juventud de Las Piedras · Uruguay | 1.ª           | 2015-16       | 9     | 0     | 1      | —                | —                | —                | —                     | —                     | —                     | 9     | 0     | 1      |
| Juventud de Las Piedras · Uruguay | 1.ª           | 2016          | 8     | 0     | 0      | —                | —                | —                | —                     | —                     | —                     | 8     | 0     | 0      |
| Juventud de Las Piedras · Uruguay | 1.ª           | 2017          | 10    | 0     | 0      | —                | —                | —                | —                     | —                     | —                     | 10    | 0     | 0      |
| Tacuarembó F. C. · Uruguay        | 2.ª           | 2017          | 14    | 4     | 1      | —                | —                | —                | —                     | —                     | —                     | 14    | 4     | 1      |
| Tacuarembó F. C. · Uruguay        | Total club    | Total club    | 14    | 4     | 1      | 0                | 0                | 0                | 0                     | 0                     | 0                     | 14    | 4     | 1      |
| Juventud de Las Piedras · Uruguay | 2.ª           | 2018          | 25    | 7     | 8      | —                | —                | —                | —                     | —                     | —                     | 25    | 7     | 8      |
| Juventud de Las Piedras · Uruguay | 1.ª           | 2019          | 15    | 2     | 6      | —                | —                | —                | —                     | —                     | —                     | 15    | 2     | 6      |
| Juventud de Las Piedras · Uruguay | Total club    | Total club    | 67    | 9     | 15     | 0                | 0                | 0                | 0                     | 0                     | 0                     | 67    | 9     | 15     |
| Estudiantes de La Plata Argentina | 1.ª           | 2019-20       | 16    | 1     | 0      | 4                | 0                | 0                | —                     | —                     | —                     | 20    | 1     | 0      |
| Estudiantes de La Plata Argentina | 1.ª           | 2020-21       | —     | —     | —      | 11               | 1                | 1                | —                     | —                     | —                     | 11    | 1     | 1      |
| Estudiantes de La Plata Argentina | Total club    | Total club    | 16    | 1     | 0      | 15               | 1                | 1                | 0                     | 0                     | 0                     | 31    | 2     | 1      |
| Talleres de Córdoba Argentina     | 1.ª           | 2021          | 18    | 1     | 1      | 1                | 0                | 0                | 2                     | 0                     | 0                     | 21    | 1     | 1      |
| Talleres de Córdoba Argentina     | Total club    | Total club    | 18    | 1     | 1      | 1                | 0                | 0                | 2                     | 0                     | 0                     | 21    | 1     | 1      |
| C. A. Patronato Argentina         | 1.ª           | 2022          | 4     | 1     | 0      | 13               | 0                | 1                | —                     | —                     | —                     | 17    | 1     | 1      |
| C. A. Patronato Argentina         | Total club    | Total club    | 4     | 1     | 0      | 13               | 0                | 1                | 0                     | 0                     | 0                     | 17    | 1     | 1      |
| C. S. Emelec · Ecuador            | 1.ª           | 2022          | 13    | 1     | 2      | 1                | 0                | 0                | —                     | —                     | —                     | 14    | 1     | 2      |
| C. S. Emelec · Ecuador            | 1.ª           | 2023          | 26    | 1     | 3      | —                | —                | —                | 11                    | 1                     | 1                     | 37    | 2     | 4      |
| C. S. Emelec · Ecuador            | Total club    | Total club    | 39    | 2     | 5      | 1                | 0                | 0                | 11                    | 1                     | 1                     | 51    | 3     | 6      |
| Liverpool F. C. · Uruguay         | 1.ª           | 2024          | 37    | 5     | 3      | 2                | 0                | 0                | 6                     | 1                     | 0                     | 45    | 6     | 3      |
| Liverpool F. C. · Uruguay         | Total club    | Total club    | 37    | 5     | 3      | 2                | 0                | 0                | 6                     | 1                     | 0                     | 45    | 6     | 3      |
| C. A. Peñarol · Uruguay           | 1.ª           | 2025          | 20    | 2     | 4      | 1                | 1                | 0                | 5                     | 0                     | 1                     | 26    | 3     | 5      |
| C. A. Peñarol · Uruguay           | Total club    | Total club    | 20    | 2     | 4      | 1                | 1                | 0                | 5                     | 0                     | 1                     | 26    | 3     | 5      |
| Total carrera                     | Total carrera | Total carrera | 215   | 25    | 29     | 33               | 2                | 2                | 24                    | 2                     | 2                     | 272   | 29    | 33     |
| 1. 2.                             |               |               |       |       |        |                  |                  |                  |                       |                       |                       |       |       |        |

## Palmarés

### Torneos nacionales
| Título             | Club                | País      | Año  |
| ------------------ | ------------------- | --------- | ---- |
| Copa Argentina     | Patronato de Paraná | Argentina | 2022 |
| Supercopa Uruguaya | Liverpool F. C.     | Uruguay   | 2024 |
| Torneo Intermedio  | C. A. Peñarol       | Uruguay   | 2025 |

### Otros logros
- Ascenso a la Primera División de Uruguay con Juventud de Las Piedras en 2018.

## Vida personal
En septiembre de 2018 fue denunciado por el futbolista Roger Bastos, a quien en un partido le gritó "Mono, te voy a dar bananas" en un acto racista.
En febrero de 2021 fue acusado de violación por una jugadora de hockey de Estudiantes de La Plata. El futbolista está procesado por este hecho.
El futbolista fue denunciado penalmente a comienzos del año 2021 por una exdeportista del Club Estudiantes de La Plata, luego de una reunión social en la que participaron algunos integrantes del plantel. La carátula de la causa es de “abuso sexual con acceso carnal”. García podía jugar los torneos nacionales, pero no tenía permitido jugar Copa Sudamericana en el exterior, debido a que por su procesamiento, no podía salir del país.
En julio de 2022, la justicia de la provincia de Buenos Aires autorizó a Diego García, imputado por abuso sexual con acceso carnal, a jugar en el Emelec y residir en Ecuador, aun debiendo afrontar un juicio en la Argentina.